# Olsztyn
Olsztyn (kiejtéseⓘ, IPA: [ˈɔlʃtɨn], németül: Allenstein [ˈalənˌʃtaɪ̯n]) város Északkelet-Lengyelországban, a Łyna partján. A történelmi Varmia fővárosa, az egykori Olsztyni, és a mai Varmia-mazúriai vajdaság székhelye.

## Fekvése
Olsztyn a Varmia-mazúriai vajdaság középső részén helyezkedik el, a Łyna folyó partján, az olsztyni tóvidéken, mely a mazúriai tóvidék része. A város határain belül 13 tó van: a Krzywe, Kortowskie, Trackie, Skanda, Redykajny, Długie, Pereszkowo, Sukiel, Tyrsko, Starodworskie, Podkówka, Czarne és Żbik. Olsztyn 87 km-re fekszik az orosz határtól, és 140 km-re Kalinyingrádtól.

## Története
A várost először 1334-ben említik oklevelek a német lovagrend államában. Városi jogokat és az Allenstein (a Łyna porosz neve: Alna) nevet 1353-ban kapta. A lengyel Ołsztyn nevet a 14. századtól kezdték használni.
Szent Jakab apostol templomát a 14. század második felében kezdték építeni, ma Lengyelország egyik legszebb téglából épített gótikus temploma. A mai napig megőrizte az öreg város eredeti utcaszerkezetét és imponáló erődítéseit, és a házak többnyire ma is állnak, vagy az épületek követik a középkori alaprajzokat. A 15. század számos háborúja pusztította a még fiatal várost. A toruni békeszerződés (1466) szerint Olsztyn egész Warmiával Lengyelországhoz került.

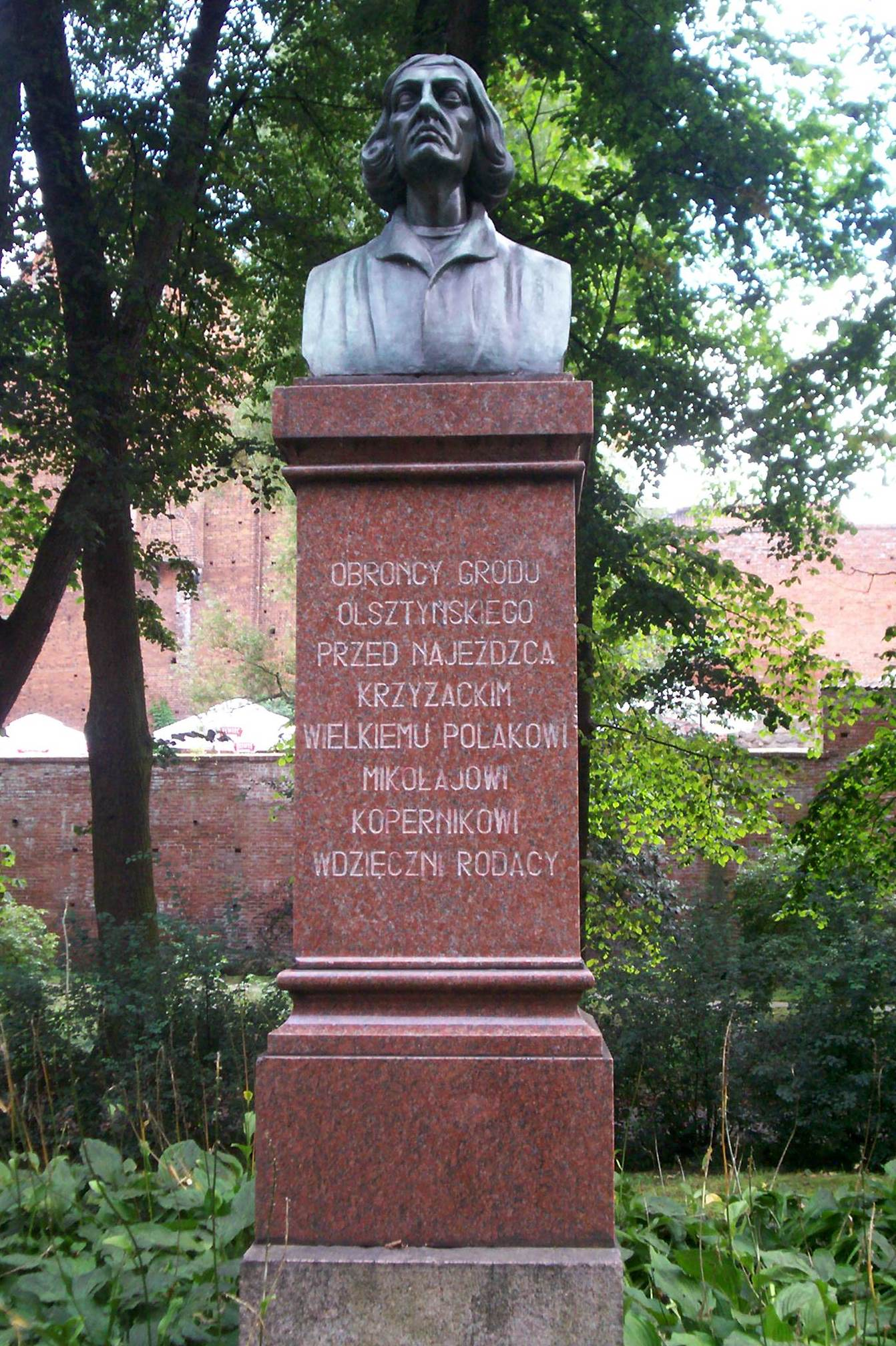
Kopernikusz szobra

A soron következő, 1519-1521-ig tartó háború, melyet a Német lovagrend robbantott ki, Dél-Warmiát elpuszttította. A warmiai káptalan akkori feje a toruńi származású fromborki kanonok, Nikolausz Kopernikusz (lengyelül: Mikołaj Kopernik, latinul: Nicolaus Copernicus), a reneszánsz legnagyobb csillagásza volt. Kopernikusz nagyszabású terv keretében sok lengyelül beszélő telepest hívott be Mazóviából.
A következő évszázadban a Królewiec-Varsó útvonalon kedvező helyen lévő város felvirágzása következett be. Ezt a fejlődést a 17-18. századi északi háborúk akasztották meg. Az 1709-1712 közötti járvány a város lakosságát csaknem teljesen elpusztította. Az olsztyni káptalan támogatásának köszönhetően a 18. században sikerült helyreállítani a város helyzetét.
Lengyelország felosztásakor Warmia a Porosz Királysághoz került.
1807-ben Olsztynba látogatott a francia császár. A napóleoni háborúk után a poroszok önkormányzati tartományt hoztak létre és 1818-ban megalapították az olsztyni járást.
A 19. század második fele Robert Zakrzewski, majd Oskar Belian polgármester vezetésével dinamikus fejlődés ideje. 1867-ben korszerű kórház nyílt meg, 1873-ban vasúti összeköttetés Toruńnyal és az első világi iskola, egy gimnázium 1877-ben nyílt meg. A lakosság létszáma ebben az időben az 1846-os 4000 főről 1875-ben 6000-re, és 1895-ben 25 000-re bővült.
Ebben az időben Olsztyn lett a lengyel nemzeti mozgalom központja Warmiában. 1886-ban jelent meg a Gazeta Olsztyńska újság első száma, melyet a Liszewski és Pieniężny család 1939-ig megszakítás nélkül megjelentetett.
1890-ben városi gázhálózat, 1892-ben telefonhálózat és hat évvel később korszerű vízvezeték rendszer, 1907-ben pedig villamos hálózat létesült. Az utcákon megjelentek a villamosok és nem sokkal később megnyílt a repülőtér is.

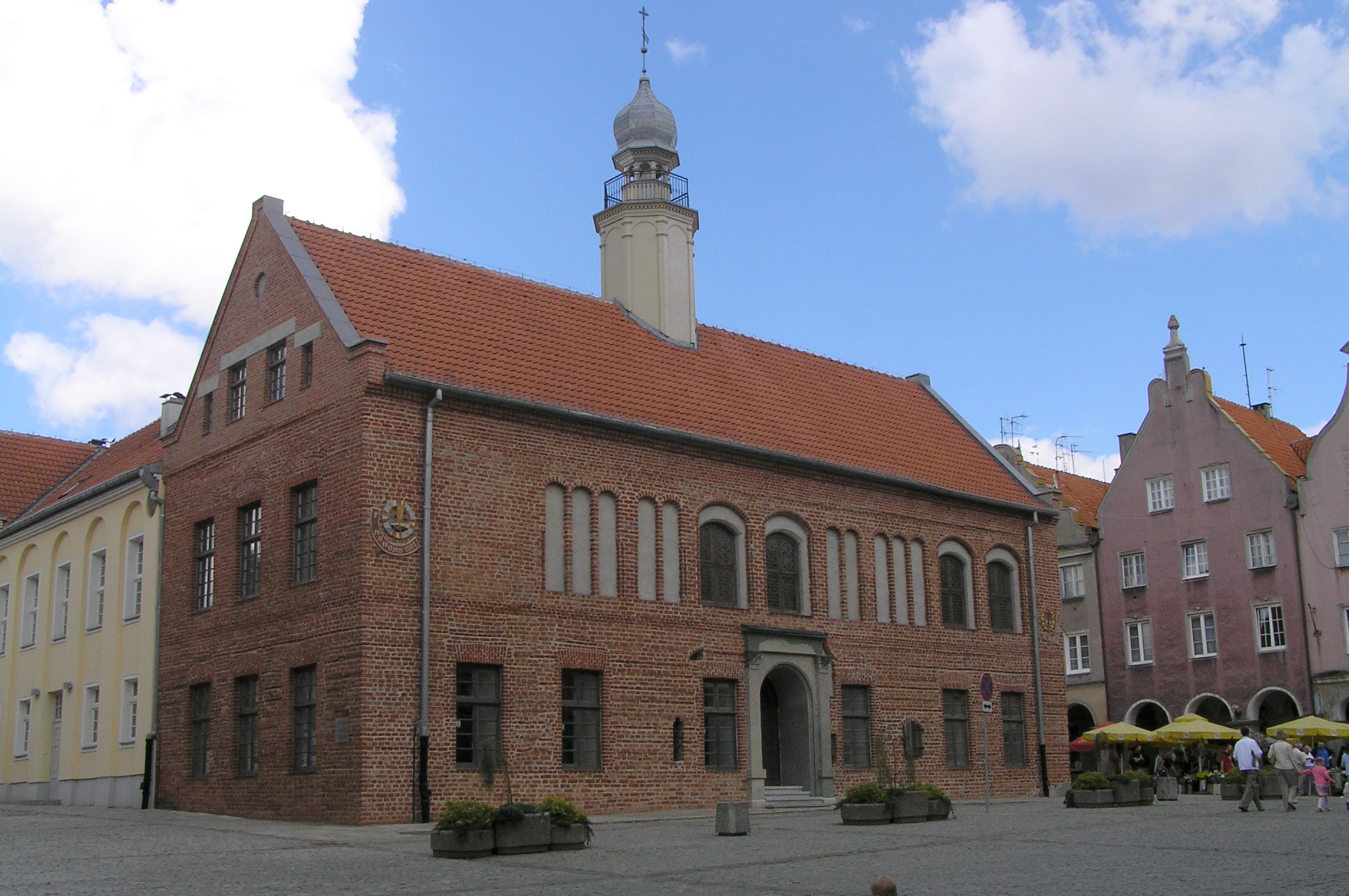
Régi városháza

1939-ben több, mint 50 000 fő lakott a városban. 1945. január 22-én Olsztynt elfoglalta a Vörös Hadsereg, néhány napi megszállás után az orosz katonák felgyújtották a várost, az épületek mintegy 40%-a elpusztult. 1946-ban a népesség 23 000 fő volt, 1950-ben 45 000. Az ipar és a gazdaság lassan magához tért. Az igazi fellendülést azonban a gumiabroncs gyár létesítése hozta 1967-ben. A város képe gyökeresen megváltozott.
Áttörést jelentett a politikai életben a Szolidaritás szakszervezet (lengyelül NSZZ „Solidarność”) megalakulása. A rendkívüli állapot alatt a városban aktív ellenállás volt tapasztalható. 1989 után területi önkormányzat alakult, az első demokratikusan választott vajdasági és városi vezetéssel.
Ma folytatódik a fejlődés, egymás után épülnek a lakónegyedek, ipari létesítmények (Michelin). Olsztyn egyike azon kevés lengyel városnak, ahol a demográfiai szaporulat pozitív.

## Műemlékek és egyéb látványosságok
Olsztyn fontos turista célpont, főképpen a tóvidékben elfoglalt központi helyzete miatt, de sok műemléke és egyéb látványossága miatt is.

### Műemlékek

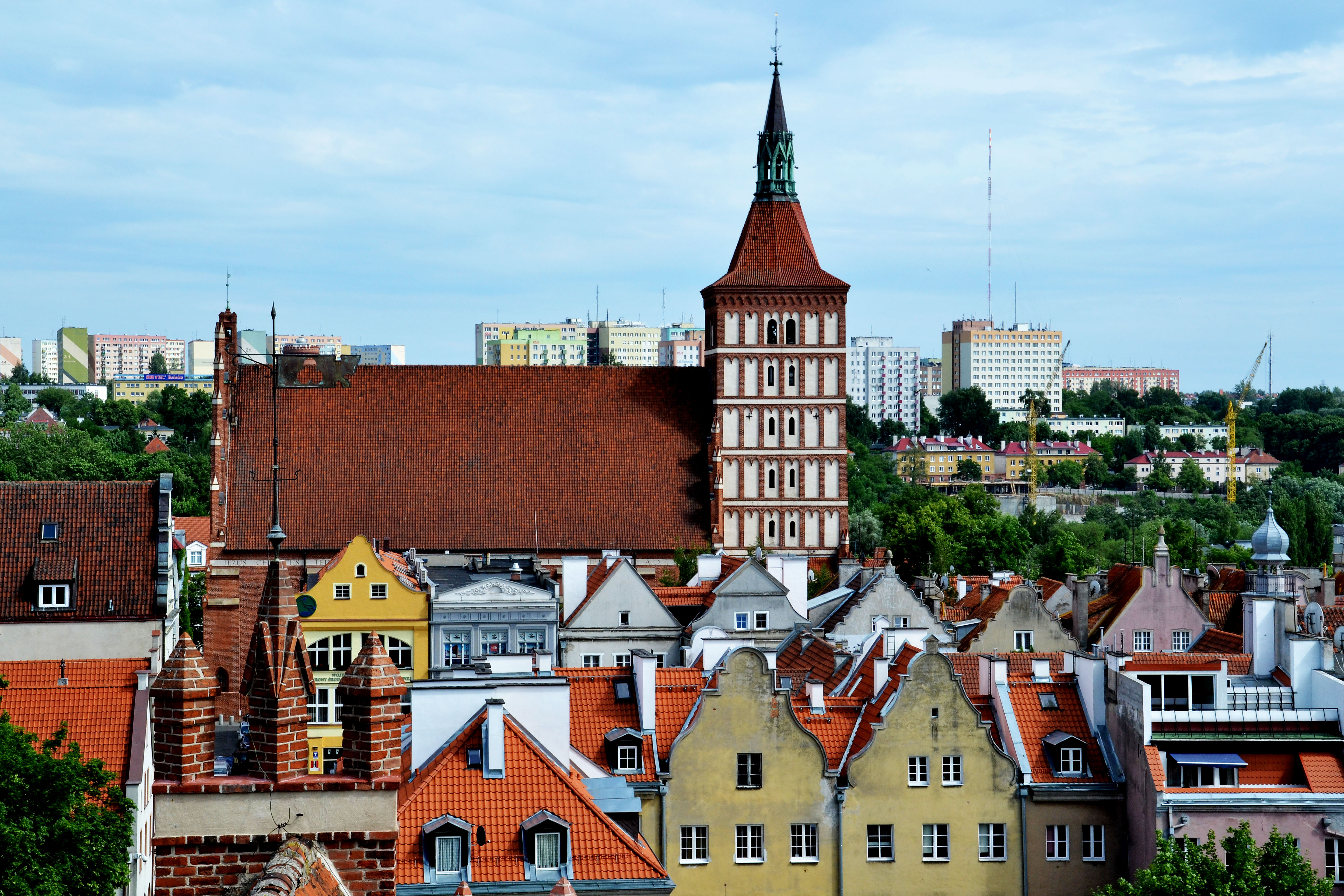
Szent Jakab katedrális

- A warmiai káptalan gótikus vára Olsztynban (14. század második fele)
- városfal maradványok a Bramą Wysoką (Górna Brama) városkapuval (14. század)
- Szent Jakab katedrális a 14. századból (kis bazilika)
- Régi városháza (épült a 14. században, tűzvész után újjáépítve 1623-1624.
- Szent Wawrzyńc temploma (14. század)
- Jeruzsálemi kápolna (1565)
- Szecessziós épületek az ul. Dąbrowszczakówban
- Jézus legszentebb szíve neogótikus templom
- Szent József neoromán temploma
- Krisztus király templom (olasz neoreneszánsz, 20. század)
- Lengyelország nagyasszonya helyőrségi templom (20. század eleje)
- Neogótikus evangélikus templom (19. század)
- Neogótikus (jelenleg ortodox) temetői kápolna (1904)
- Evangélikus szecessziós kápolna
- Gazeta Olsztyńskia újság épülete
- Palota az ul. Metalowejen
- Vasúti viadukt a Łyna folyó áttörésén (19. század)
- Dom Polski (19. század),
- Zsidó temető ravatalozóval, építész: Erich Mendelsohn

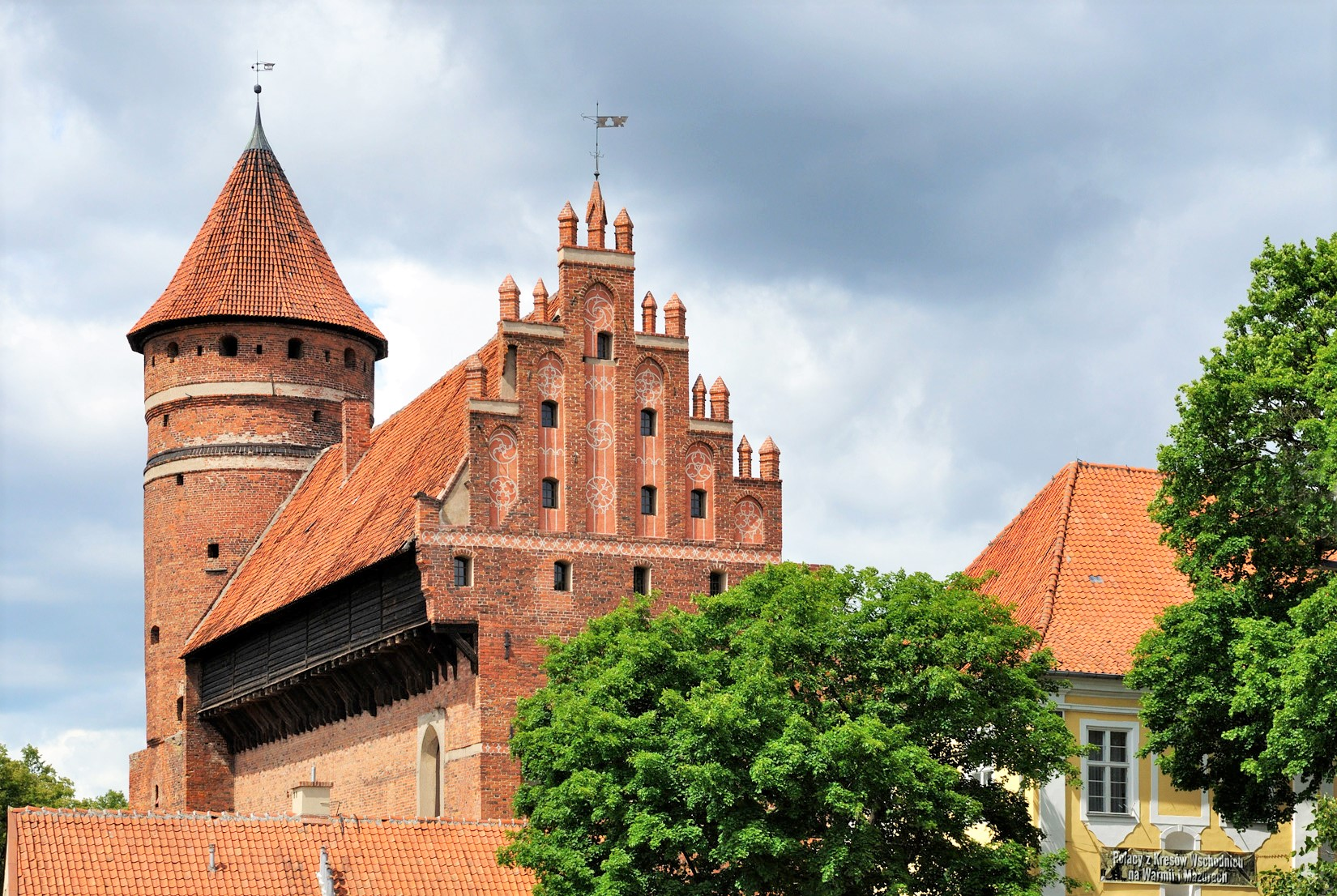
Warmiai káptalan vára

- Új városház 20. század eleje
- Krisztus-szobor 18. század
- Harangtorony, ul. Żniwnej

### Más látványosságok
- Öreg város a Łyna kanyarban
- Planetárium
- Csillagvizsgáló a 19. századbeli víztoronyban
- Strand a Krzywe (Ukiel) tó mellett
- Park a városi erdőben (legnagyobb erdő Európában városi területen)
- 13 tó a város határain belül

## Kultúra
Múzeumok
- Dom Gazety Olsztyńskiej
- Muzeum Przyrody
- Muzeum Przyrodnicze im. prof. J. Wengris
- Muzeum Sportu[halott link]
- Muzeum Warmii i Mazur

Képtárak
- Biuro Wystaw Artystycznych
- Galeria Rynek
- ART DECO
- Galeria pod Antenką
- Galeria Centrum (Polsko-Niemieckie Centrum Młodzieży)
- Galeria Bakałarz
- Galeria SSK POJEZIERZE
- Galeria "U ARTYSTÓW"
- Galeria Spichlerz MOK
- WMTF-AWF Mazury
- Wystawy w Centrum Polsko-Francuskim

Szinházak
- Teatr im. Stefana Jaracza Olsztyński
- Teatr Lalek (Bábszinház)

Más
- Olsztyńskie Planetarium Astronomiczne (Planetárium)
- Obserwatorium Astronomiczne (Csillagvizsgáló)
- Państwowa Filharmonia im. Feliksa Nowowiejskiego

## Oktatás
Főiskolák és egyetemek
- Uniwersytet Warmińsko-Mazurski
- Wyższa Szkoła Informatyki i Ekonomii TWP (Informatikai és közgazdasági főiskola)
- Olsztyńska Szkoła Wyższa im. Józefa Rusieckiego
- Olsztyńska Wyższa Szkoła Informatyki i Zarządzania im. Tadeusza Kotarbińskiego Archiválva 2010. december 10-i dátummal a Wayback Machine-ben
- Wyższe Seminarium Duchowne HOSIANUM Archiválva 2012. július 16-i dátummal a Wayback Machine-ben
- Wyższa Szkoła Pedagogiczna TWP w Warszawie – Varsói pedagógiai főiskola olsztyni részlege

## Sport
- PZU AZS Olsztyn – röplabda csapat (Polska Liga Siatkówki, PLS)
- OKS 1945 Olsztyn – labdarúgócsapat
- Warmia Traveland Olsztyn – férfi kézilabda csapat

- MMA küzdősport Olsztyn- Joanna Jedrzejczyk UFC világbajnok

## Magyar vonatkozások
- az Olsztyni Lengyel-Magyar Barti Társaság[halott link]